# セガサミー硬式野球部
セガサミー硬式野球部（セガサミーこうしきやきゅうぶ）は、東京都に本拠地を置き、日本野球連盟に加盟する社会人野球の企業チームである。

## 概要
2005年、パチンコや家庭用ゲーム等の開発を行うセガサミーホールディングスが社内融和と活性化のために、野球部の立ち上げを行なうと発表した。
2006年、日本野球連盟に企業チーム『セガサミー硬式野球部』として新規登録された。初代監督には、元ヤクルトスワローズの青島健太が就任。それまでは、地元新潟県に拠点を置いていたウェルネス魚沼の監督を務めていたが、2005年7月にチームの運営方針を巡る意見の相違から辞任していた。そのウェルネス魚沼で唯一の日本人選手としてプレーしていた元広島東洋カープの青木智史も加入し、福岡ダイエーホークスや西武ライオンズなどで活躍した佐々木誠らがコーチに就任した。選手は新卒の選手を中心に、前年限りで活動を休止したミキハウスからの転籍者も加わる陣容だった。
活動初年度となった2006年は、都市対抗野球の東京2次予選で第1代表決定戦に駒を進め、「加盟1年目の本大会出場か」と期待と注目を集めたが、そこから5連敗を喫し本戦出場を逃した。その雪辱を果たすべく、2007年は都市対抗野球東京2次予選の第3代表決定戦で明治安田生命を降し、本戦初出場を決めた。翌2008年の都市対抗野球では、1回戦の対七十七銀行戦において大会初勝利を挙げた。
2010年の日本選手権で初出場し、2014年の日本選手権では準優勝となった。
応援スタイルに特色があり、応援歌には自社のコンテンツを利用した曲が多い（チャンステーマとして演奏される、北斗の拳の『Beginning of The Legend』・獣王のサバンナチャンステーマ・アラジンAのアラジンチャンステーマ・ウルトラセブンの『ウルトラセブンのうた』といったパチスロ機のBGM、得点時に演奏されるゲーム「サクラ大戦」の主題歌『檄!帝国華撃団』など）。一方で、セガサミーのサウンドディレクター（『プロ野球チームをつくろう!シリーズ』『ソニック ラッシュ アドベンチャー』などを担当）である中川輝彦の作曲したオリジナル曲もあり、作曲者の名前を取って「輝彦」と呼ばれている。また業務提携先のサンリオからハローキティらが登場し、ダンスで応援を盛り上げソニック・ザ・ヘッジホッグやエイリやんと共演する場面もある。

## 設立・沿革
- 2005年 - 『セガサミー硬式野球部』の設立を発表。シーズンオフにセレクションを実施。
- 2006年 - 東京都野球連盟を通じて日本野球連盟に企業チームとして新規加盟。
- 2007年 - 都市対抗野球に初出場（初戦敗退）。
- 2010年 - 日本選手権に初出場（初戦敗退）。ドラフト会議で指名を受け初のプロ野球選手を輩出。
- 2014年 - 日本選手権で準優勝。
- 2018年 - 都市対抗野球にて初のベスト4入りし、小野賞を受賞。

## 主要大会の出場歴、最高成績
- 都市対抗野球大会：出場14回、4強3回（2018年、2020年、2021年）
- 社会人野球日本選手権大会：出場6回、準優勝1回（2014年）
- JABA静岡大会：優勝1回（2010年）
- JABA関東選手権大会：優勝1回（2011年）

## 主な出身プロ野球選手
- 宮﨑祐樹（外野手） - 2010年ドラフト3位でオリックス・バファローズに入団
- 齊藤勝（投手） - 2010年ドラフト6位で北海道日本ハムファイターズに入団
- 赤堀大智（外野手） - 2012年ドラフト4位で横浜DeNAベイスターズに入団、退団後に選手として復帰
- 宮﨑敏郎（内野手） - 2012年ドラフト6位で横浜DeNAベイスターズに入団
- 浦野博司（投手） - 2013年ドラフト2位で北海道日本ハムファイターズに入団
- 大山暁史（投手） - 2013年ドラフト8位でオリックス・バファローズに入団
- 荒木治丞（ファンモク・チスン、内野手） - 退団後、高陽ワンダーズを経て、2014年に韓国・KBOのLGツインズに入団
- 坂本一将（内野手） - 退団後、石川ミリオンスターズ（当時BCリーグ）を経て、2016年育成選手ドラフト4位でオリックス・バファローズに入団
- 森脇亮介（投手） - 2018年ドラフト6位で埼玉西武ライオンズに入団
- 横山楓（投手） - 2021年ドラフト6位でオリックス・バファローズに入団
- 荘司宏太（投手） - 2024年ドラフト3位で東京ヤクルトスワローズに入団

## 元プロ野球選手の競技者登録
- 青島健太（元：ヤクルトスワローズ） - 監督（2006年～2007年）→退団
- 佐々木誠（元：福岡ダイエーホークス、西武ライオンズ、阪神タイガース） - コーチ（2006年～2007年）→監督（2008年～2010年）→退団
- 辻本弘樹（元：中日ドラゴンズ） - 投手コーチ（2006年～2007年）→退団
- 青木智史（元：広島東洋カープ） - 外野手（2006年～2007年）→退団
- 初芝清（元：千葉ロッテマリーンズ） - 監督（2014年～2019年）→退団
- 前田忠節（元：大阪近鉄バファローズ、東北楽天ゴールデンイーグルス、阪神タイガース） - コーチ（2014年～2017年）→退団（鮮ど市場ゴールデンラークスへ移籍）
- 椎木匠（元：中日ドラゴンズ、千葉ロッテマリーンズ、西武ライオンズ） - バッテリーコーチ（2016年～2018年）→退団
- 赤堀大智（元：横浜DeNAベイスターズ） - 外野手（2016年～2018年）→退団
- 田中太一（元：読売ジャイアンツ） - 投手（2017年～2020年）→退団
- 西田真二（元：広島東洋カープ） - 監督（2020年～）[3]
- 田中法彦（元：広島東洋カープ） - 投手（2023年～）

## かつて在籍していた主な選手
- 坂田精二郎（捕手） - 選手として在籍。現在は、長野県の松本国際高等学校硬式野球の監督を務める。
- 喜多亮太（捕手） - 選手として在籍。2019年に石川ミリオンスターズに入団するも、その年限りで引退。

## その他
- セガサミー野球場のクラブハウスはグッドデザイン賞などを受賞している[4][5]。
- ソフトボールの選手でありながら、2011年ドラフト7位で北海道日本ハムファイターズに入団した大嶋匠は、同年4月より月に数回程度、本野球部の練習に参加していた[6]。

## 参考書籍
- グランドスラム（小学館）27号